# Какабадзе Сергій Васильович
Сергій Васильович Какабадзе (1919, село Кухі, тепер Хонський муніципалітет, Грузія — ?) — грузинський радянський діяч, слюсар-монтажник Тбіліського машинобудівного заводу Грузинської РСР. Депутат Верховної Ради СРСР 5-го скликання.

## Життєпис
Народився в родині робітника. У 1935 році закінчив неповну середню школу.
З 1935 року навчався в Цулукідзевському технікумі механізації сільського господарства Грузинської РСР, здобув спеціальність техніка-механізатора.
У 1939—1942 роках — у Червоній армії, учасник німецько-радянської війни. Демобілізований із армії після важкого поранення.
У 1942—1946 роках — слюсар, бригадир слюсарів Цулукідзевської шовкомотальної фабрики Грузинської РСР.
Член ВКП(б) з 1946 року.
З 1946 по 1948 рік навчався в Ленінградському текстильному інституті.
У 1948—1951 роках — слюсар Тбіліської бавовнопрядильної фабрики.
З 1951 року — слюсар-монтажник Тбіліського машинобудівного заводу Грузинської РСР. Член цехового комітету профспілки заводу, передовик виробництва.
Подальша доля невідома. На 1985 рік — персональний пенсіонер у місті Тбілісі.

## Нагороди і звання
- орден Вітчизняної війни ІІ ст. (6.04.1985)
- медаль «За доблесну працю у Великій Вітчизняній війні 1941—1945 рр.» (1945)
- медалі